# Naval Submarine Base Kings Bay
| Basens sigill och flygfoto över kajen från april 2001. |  | Basens sigill och flygfoto över kajen från april 2001. |
| Basens sigill och flygfoto över kajen från april 2001. |  |                                                        |

Naval Submarine Base Kings Bay är en örlogsbas tillhörande USA:s flotta avsedd som hemmahamn för strategiska robotubåtar (utrustade med kärnvapenrobotar av typ Trident II som ger USA en andraslagsförmåga) i Atlantflottan som är belägen i Camden County utanför staden St. Marys i delstaten Georgia på USA:s östkust.
Basen omfattar en areal på 6 400 hektar, varav 1 600 hektar utgör skyddad våtmark.

## Bakgrund
På platsen för dagens Naval Submarine Base Kings Bay har arkeologiska undersökningar visat att det funnits mänskliga bosättningar i tusentals år av Nordamerikas urinvånare. På 1800-talet fanns flera plantage på området där det främst odlades bomull och sockerrör. Plantagesystemet såg en tillbakagång efter amerikanska inbördeskriget och plantagen delades upp i mindre fastigheter.
1954 inköpte USA:s armé mark vid Kings Bay för att bygga en utskeppningshamn för trupp- och ammunitionstransporter. 1958 togs den i bruk och hade då 76 kilometer med järnvägsspår på området. Trots att flera armébaser fanns i närområdet kom hamnen aldrig att användas som den var tänkt.
Vid mitten av 1970-talet stod det klart att den dåvarande baseringen av den amerikanska Atlantflottans robotubåtar vid marinbasen Rota i Spanien, nordväst om Gibraltarsundet och därför idealisk för avskräckningspatruller i både Atlanten och Medelhavet, inte skulle förlängas. I januari 1976 stod det klart i utkastet till det bilaterala traktatet mellan Spanien och USA att robotubåtarna skulle lämna Rota senast i maj 1979. Traktatet ratificerades kort därefter av båda parter.
I november 1976, efter att Jimmy Carter valts men inte tillträtt som USA:s president, valdes Kings Bay ut som den nya utbåtshamnen för robotubåtar på USA:s östkust. Snart därefter inleddes övergången och uppstartsfasen. I juli 1979 anlöpte ubåtsdepåfartyget USS Simon Lake (AS-33) och fyra dagar senare kom den första ubåten, USS James Monroe (SSBN-622). Vid tidpunkten för ubåtsbasens driftstart ägde även en generationsväxling rum gällande strategiska robotubåtar med det successiva införandet av Ohio-klassen och roboten Trident och följaktligen byggdes basen efter de nya systemens specifikationer. Det omfattande arbetet med att bygga vapendepåer, ubåtsvarv och träningssimulatorer tog nio år från 1980 till 1989, då det första fartyget i Ohio-klassen USS Tennessee (SSBN-734) kom till sin nya hemmahamn den 15 januari samma år.
Efter det kalla krigets slut har det skett numerära neddragningar i antalet robotubåtar som dock alltjämt utgör en del av USA:s kärnvapentriad (förutom flygvapnets bombflyg och interkontinentala ballistiska robotar) som från 1992 operativt leds via United States Strategic Command.
Basen har under åren varit föremål för olika protester och civil olydnad från Fredsrörelsen och Plogbillsrörelsen.

## Förband och enheter

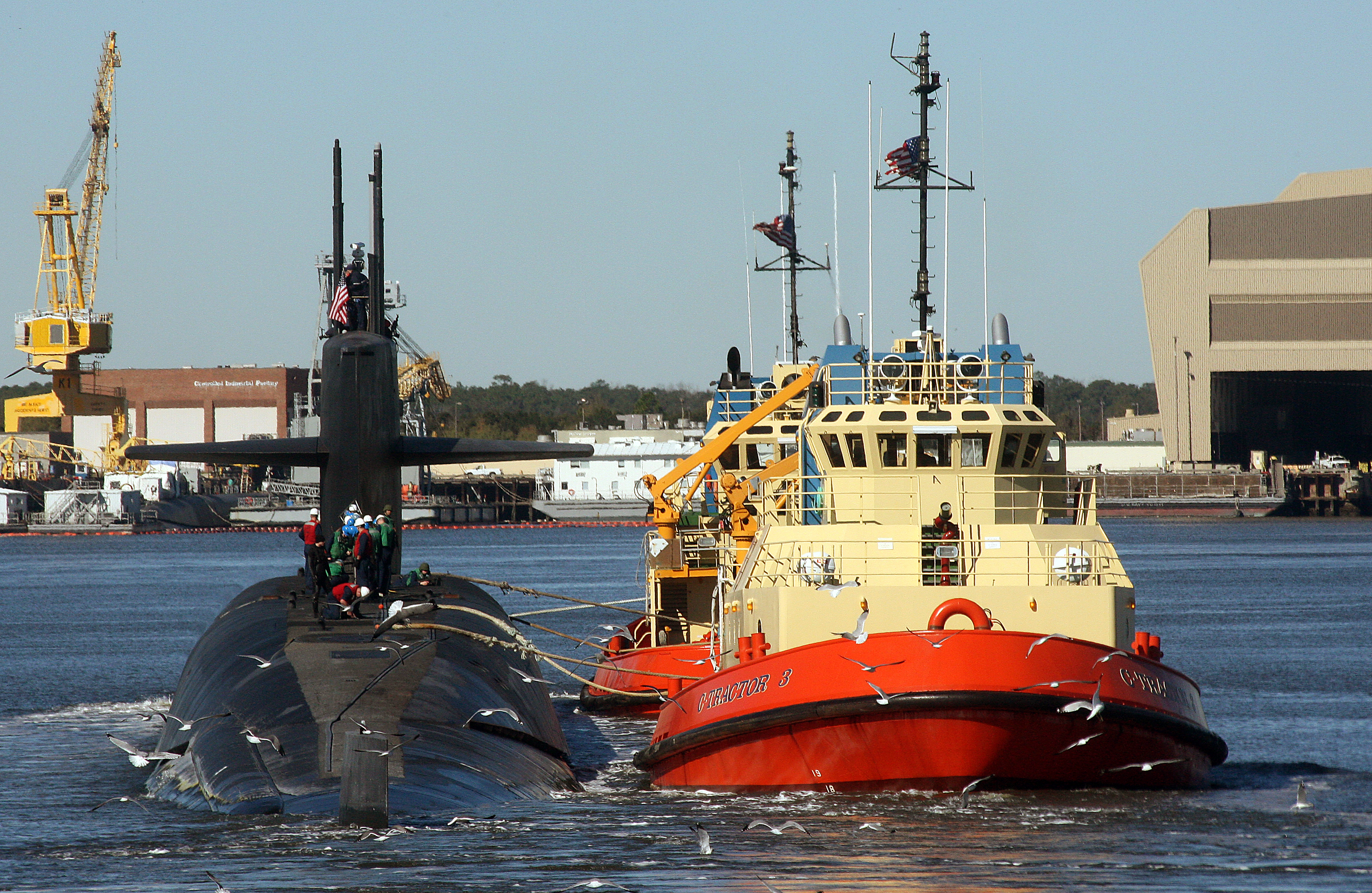
med bogserbåtar i januari 2008.

### Submarine Group 10
Submarine Group 10 är kommandot som leds av en flottiljamiral med befäl över de ubåtar som har Kings Bay som sin hemmahamn och är uppdelat i två delar Submarine Squadron 16 och Submarine Squadron 20.

### Strategic Weapons Facility Atlantic
Strategic Weapons Facility Atlantic (SWFLANT) är den vapendepå och underhållsverkstad på USA:s östkust för de ballistiska robotarna som bärs av ubåtarna.

### Marine Corps Security Force Battalion
En bataljon med bevakningssoldater ur USA:s marinkår sköter bevakningen av ubåtsbasen tillsammans med flottans militärpolis (engelska: Master-at-Arms). Intill 2008 var förbandsstorleken ett kompani.

### Maritime Force Protection Unit

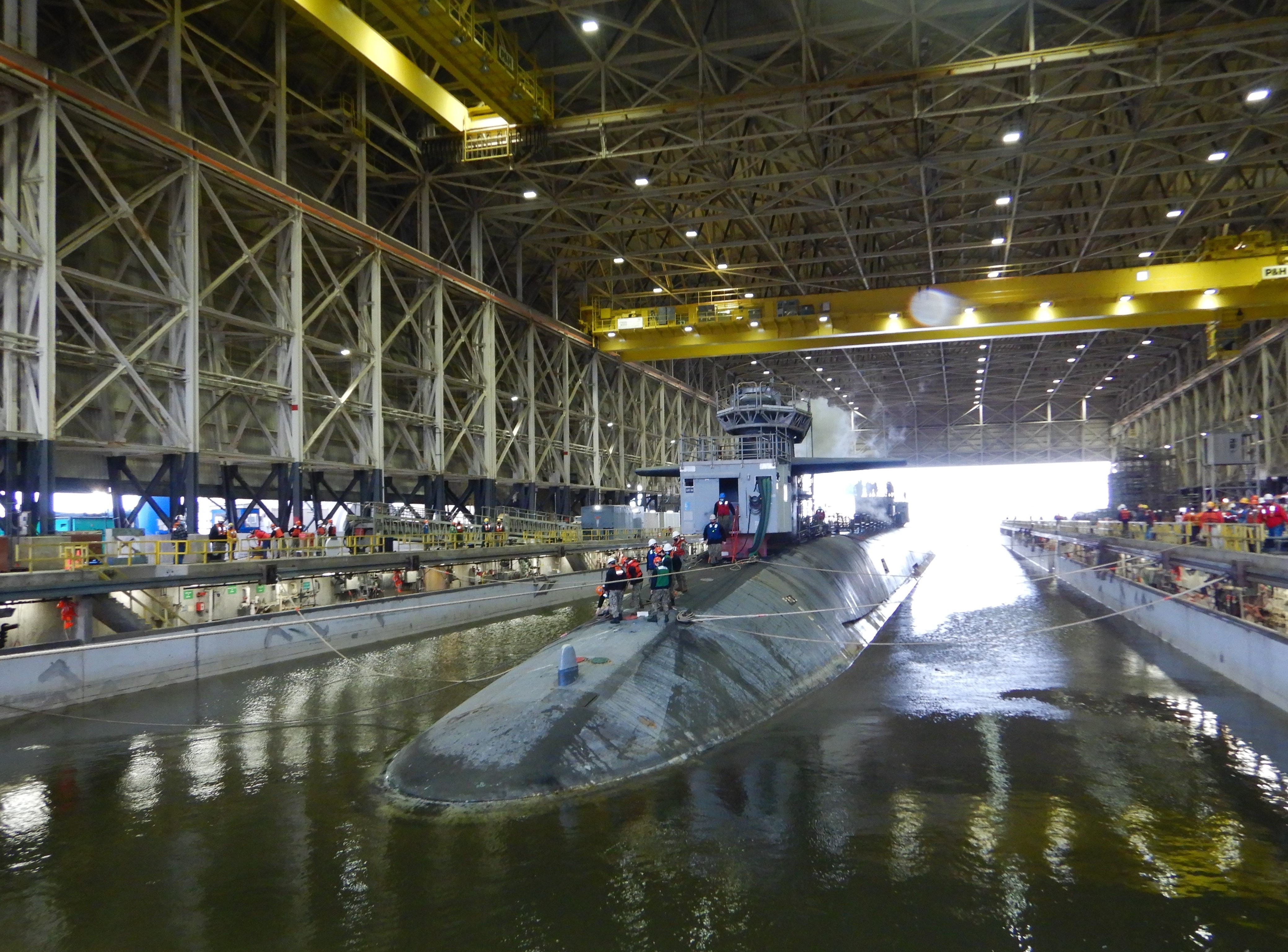
går in i den väderskyddade torrdockan för underhåll i mars 2021.

USA:s kustbevakning ombesörjer eskort av ubåtarna till sjöss när de ankommer och lämnar hamnen samt bevakning av basen sjöledes.

### Trident Refit Facility
Trident Refit Facility (TRF) är den största enheten på basområdet och omfattar det underhållsvarv som förutom Ohio-klassens ubåtar även används av Storbritanniens flotta för underhållet av deras Vanguard-klass.

### Trident Training Facility
Trident Training Facility (TTF) är den utbildningsanläggning med en yta på 48 000 m² med klassrum, kontor och simulatorer som används i grund- och vidareutbildning av ubåtsbesättningar från USA och Storbritannien för de ubåtstyper som använder Trident-roboten.